# Bematistes sartina
Bematistes sartina är en fjärilsart som beskrevs av Jordan 1910. Bematistes sartina ingår i släktet Bematistes och familjen praktfjärilar. Inga underarter finns listade i Catalogue of Life.